# 卡德拉尼河
卡德拉尼河（俄语：Река Кадыланьи）是萨哈林州奥哈区的河流，源起命令山北坡，长51公里，流域面积440平方公里，注入皮尔通湾。河畔有涅夫捷戈尔斯克村。

## 引用
1. ↑  М·Г·瓦西科夫斯基. . 列宁格勒: 气象出版社. 1973 （俄语）.
2. ↑  . 国家水登记处.   [2023-11-01]. （原始内容存档于2023-11-01） （俄语）.